# Birgitta Faxe
Birgitta Faxe, född 1940, är en svensk textilkonstnär och formgivare.
Birgitta Faxe var verksam som textilkonstnär och formgivare 1964–1992 och var med om att starta Textilgruppen 1973. Hon gjorde bland annat det textila köksprogrammet Appetite för Nilsjohan 1974–1976, Rainbow för Linum och utförde 1986–1990 uppdrag för Hammarplast. Hon har även utfört flera offentliga uppdrag, bland annat sex bildvävar för Bastionens matsal i Stockholm. 1992 blev hon intendent vid Designarkivet, eller Arkiv för svensk formgivning som det hette då.